# NGC 1754
NGC 1754 في الفهرس العام الجديد، هو عنقود مغلق، يقع في كوكبة الجبل. اكتشف في 12 نوفمبر 1836 . بواسطة جون هيرشل .

## روابط خارجية
- NGC 1754 على موقع ويكي سكاي: DSS2, SDSS, GALEX, IRAS, Hydrogen α, X-Ray, Astrophoto, Sky Map, Articles and images